# Схіммеларей
Схіммеларей (нід. Schimmelarij) — селище в нідерландській провінції Дренте. Входить до муніципалітету Куворден.
Перша згадка про населений пункт датується 1867 роком. Наразі у селищі нараховується близько 6 будинків.